# Sunnismo

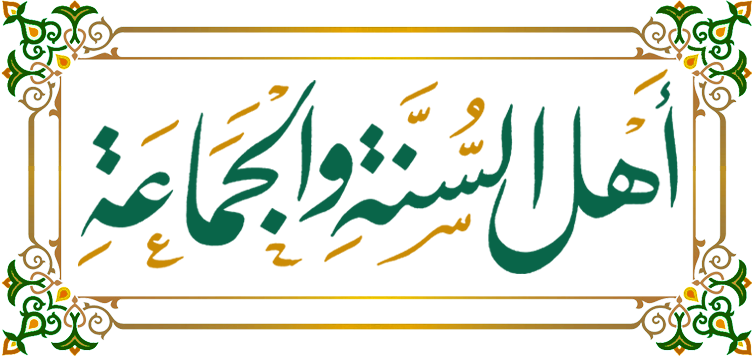
Calligrafia sunnita in arabo che dice: "Ahl al-sunna wa l-jamāʿa", cioè "La gente della sunna e della comunità".

Il sunnismo (in arabo اهل السنة والجماعة‎?, ahl al-sunna wa l-jamāʿa, "il popolo della Sunna e della Comunità") è la corrente maggioritaria dell'Islam, comprendendo circa l'85% dell'intero mondo islamico. Essa riconosce la validità della Sunna (consuetudine, identificata con i Sei libri) e si ritiene erede della giusta interpretazione del Corano, articolata giuridicamente in 4 scuole o madhhab. Queste si dividono in hanafismo, malikismo, sciafeismo, hanbalismo.
Mentre il cristianesimo è la maggiore religione del mondo (con 2,4 miliardi di aderenti) e l'Islam la seconda (con 1,8 miliardi), come confessioni il sunnismo (1,6 miliardi) supera il cattolicesimo (1,3 miliardi). Nell'islam, oltre al sunnismo, le principali confessioni sono rappresentate dallo sciismo e dal kharigismo. Sono presenti inoltre numerose forme minori (vedi denominazioni islamiche).
Nel sunnismo, così come nelle altre confessioni islamiche, ci sono divisioni interne tra i credenti sufi e coloro che rifiutano l'approccio sufico.

## Storia
Il quarto califfo ʿAlī b. Abī Ṭālib, sospettato da alcuni di essere il mandante dell'uccisione di ʿUthmān, il terzo califfo, si scontrò nel 656 con Aisha, moglie del Profeta Maometto, e sconfisse il movimento di opposizione da lei organizzato nella battaglia del Cammello (da notare che i musulmani della fazione di Aisha non avevano alcun problema ad avere un capo donna, vedi Movimenti liberali nell'Islam). Poi ʿAlī affrontò Muʿāwiya, governatore della Siria e capoclan degli Omayyadi, di cui faceva parte anche il califfo assassinato: gli eserciti dei due avversari si scontrarono nel 657 nella piana di Siffin. Le sorti di Muʿāwiya sembravano ormai compromesse, quando uno dei suoi uomini architettò un'astuzia che capovolse le sorti della battaglia. Muʿāwiya chiese un "arbitraggio" e ʿAlī fu costretto ad accettare dalle pressioni di una parte del suo esercito. La mattina seguente essi pretesero però che i combattimenti riprendessero e, al rifiuto del califfo, abbandonarono le sue file. Il loro nome di kharigiti (dalla radice araba <kh-r-j> "uscire"), ha fatto credere a molti che ciò indicasse il loro abbandono dei ranghi califfali, ma la più accreditata etimologia, motivata da Laura Veccia Vaglieri nel suo articolo "Sulla denominazione 'Khawārij'" ricorda la loro uscita dalla cittadina di Harura, dove essi si sarebbero riuniti per decidere la loro linea d'azione.
Quanti rimasero fedeli ad ʿAlī presero il nome di "alidi" e, un paio di secoli più tardi, quello di sciiti. I seguaci di Muʿāwiya, sempre due secoli più tardi, assunsero invece il nome di sunniti ("quelli della Sunna").

## Caratteristiche
Nato nella discussione teologica islamica (kalām), il sunnismo si differenzia essenzialmente dallo sciismo (organizzatosi come dottrina prima del sunnismo) per il suo netto rifiuto di riconoscere la pretesa degli sciiti che la guida della Comunità islamica (Umma) dovesse essere riservata alla discendenza del profeta Maometto attraverso sua figlia Fāṭima e suo cugino ʿAlī ibn Abī Ṭālib. Al contrario il sunnismo sostiene un'elezione da parte di una ristretta cerchia della persona alla guida della Umma (che una volta era il califfo).
Le differenze coinvolgono alcuni aspetti teologici e giuridici, in cui sono sorte nel tempo varie scuole giuridiche (o madhhab), di cui sopravvivono oggi solo l'hanafismo, il malikismo, lo sciafeismo e l'hanbalismo. Il termine "salafismo" (ambiguo ma ormai atto a indicare una visione molto conservatrice dell'islam) e quello "wahhabismo" sarebbero correnti recenti dell'hanbalismo, però la Conferenza islamica mondiale a Groznyj in Russia del 2016 ha dichiarato il salafismo e il wahhabismo non sunnite (e quindi non hanbalite), nel qual caso queste sarebbero classificate frange prossime al pensiero e alla pratica del kharigismo (oggi pressoché scomparso tranne l'ibadismo dell'Oman e forse, appunto, queste due nuove entrate recenti). Movimenti teologici molto seguiti in ambito sunnita sono l'asharismo (fatto proprio dal malikismo e dallo sciafeismo), il maturidismo (assunto dall'hanafismo) e quello dell'Ahl al-Hadith (assunto dall'hanbalismo).

## La questione della guida

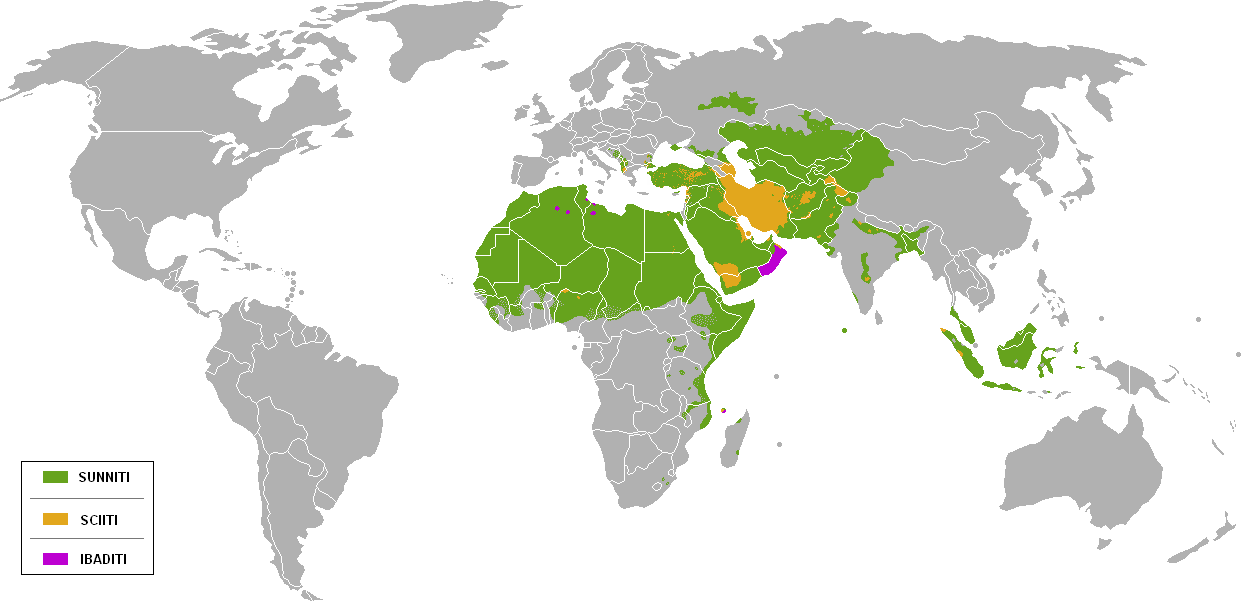
Area di diffusione dell'Islam: in verde il territorio a prevalenza sunnita

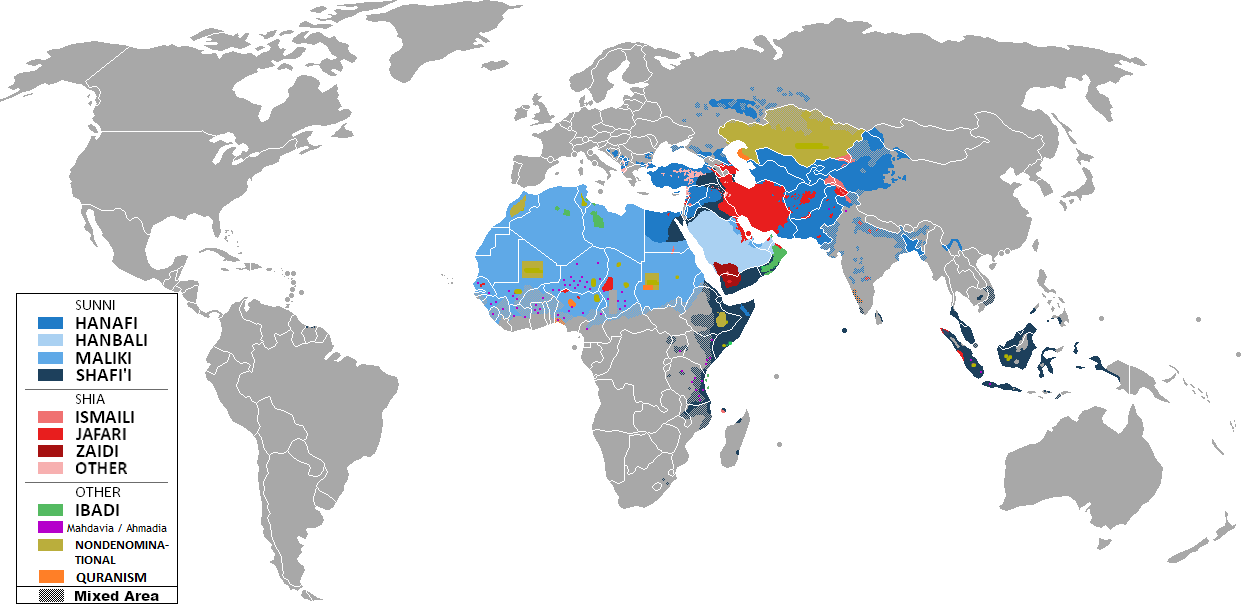
Distribuzione delle scuole giuridico-religiose islamiche nel mondo

Secondo il sunnismo, alla guida politica e spirituale (non strettamente religiosa però) della Comunità poteva accedere qualunque musulmano (maschio o femmina) pubere, di buona moralità, di sufficiente dottrina e sano di corpo e di mente. Il fatto di essere maschio, meccano o, almeno, arabo, era un elemento preferenziale ma non essenziale. Sotto questo profilo il sunnismo respingeva quindi decisamente la pretesa dei kharigiti che la guida della società islamica fosse riservata al migliore dei credenti: qualità difficile da individuare e ancor più difficile da mantenere, perché un semplice peccato, anche non grave, avrebbe fatto perdere tale qualità all'imam ("guida", ma intesa qui come sinonimo di califfo) facendolo decadere dal suo supremo ufficio.
Le differenze politiche furono mascherate dalla discussione teologica riguardante chi potesse essere qualificato musulmano e la natura del peccato, se esso fosse o meno in grado di far perdere la qualifica di credente. Il riferimento tradizionale dei sunniti in materia di califfato è l'esempio dei "califfi ben guidati", cioè i primi quattro dopo Maometto (Abu Bakr, ʿUmar ibn al-Khaṭṭāb, ʿOthmān e ʿAlī). Da notare che tutti e quattro furono eletti (da una ristretta cerchia di notabili) e quindi il sunnismo avrebbe in teoria, se non sempre in pratica, una predilezione per la democrazia (vedi democrazia islamica, esistente nel sunnismo in Tunisia, Turchia, Pakistan, Bangladesh, Malaysia, Senegal, Mauritania, Indonesia, Bahrein, Giordania, Kuwait, Marocco, Kosovo, Costa d'Avorio e con altre confessioni islamiche o altre religioni in Libano, Albania, Bosnia ed Erzegovina, Macedonia del Nord e Iraq).
Dal 1969 i Paesi sunniti fanno riferimento per la difesa dei valori dell'Islam all'Organizzazione della cooperazione islamica (che alcuni considerano erede del califfato, con califfo il segretario generale), quelli sunniti democratici dal 1999 all'Unione parlamentare degli Stati membri della OIC.

## Luoghi sacri
I tre più importanti luoghi sacri del sunnismo sono gli stessi di sciiti e kharigiti (cioè Al-Masjid al-Haram della Mecca, secondo la Moschea del Profeta a Medina). Il terzo posto è la moschea della roccia a Gerusalemme in Israele, altri luoghi cari sono l'università islamica al-Azhar al Cairo (in particolare la sua moschea) in Egitto. Seguono la Moschea degli Omayyadi a Damasco in Siria, la Grande moschea di Qayrawan (nominalmente dedicata a Sīdī ʿUqba b. Nāfiʿ) in Tunisia, la Tomba dei Patriarchi (o Santuario di Abramo) a Hebron, Bukhara in Uzbekistan, Eyüp (distretto di Istanbul) e Ayasofya a Istanbul in Turchia, poi Harar in Etiopia.